# Vila Fonche
Vila Fonche ist ein Ort und eine ehemalige Gemeinde (Freguesia) im nordportugiesischen Kreis Arcos de Valdevez. In der Gemeinde lebten 1117 Einwohner (Stand 30. Juni 2011).
Am 29. September 2013 wurden die Gemeinden Vila Fonche, Arcos de Valdevez (Salvador) und Parada zur neuen Gemeinde União das Freguesias de Arcos de Valdevez (Salvador), Vila Fonche e Parada zusammengefasst.